# Rizhao Shanzihe Airport
Rizhao Shanzihe Airport är en flygplats i Kina. Den ligger i häradet Donggang Qu, prefekturen Rizhao Shi och provinsen Shandong, i den östra delen av landet, omkring 250 kilometer sydost om provinshuvudstaden Jinan.
Runt Rizhao Shanzihe Airport är det tätbefolkat, med 570 invånare per kvadratkilometer. Närmaste större samhälle är Rizhao, 17,3 km öster om Rizhao Shanzihe Airport. Trakten runt Rizhao Shanzihe Airport består till största delen av jordbruksmark.
Genomsnittlig årsnederbörd är 978 millimeter. Den regnigaste månaden är juli, med i genomsnitt 292 mm nederbörd, och den torraste är januari, med 9 mm nederbörd.